# گرگ پاپاویچ

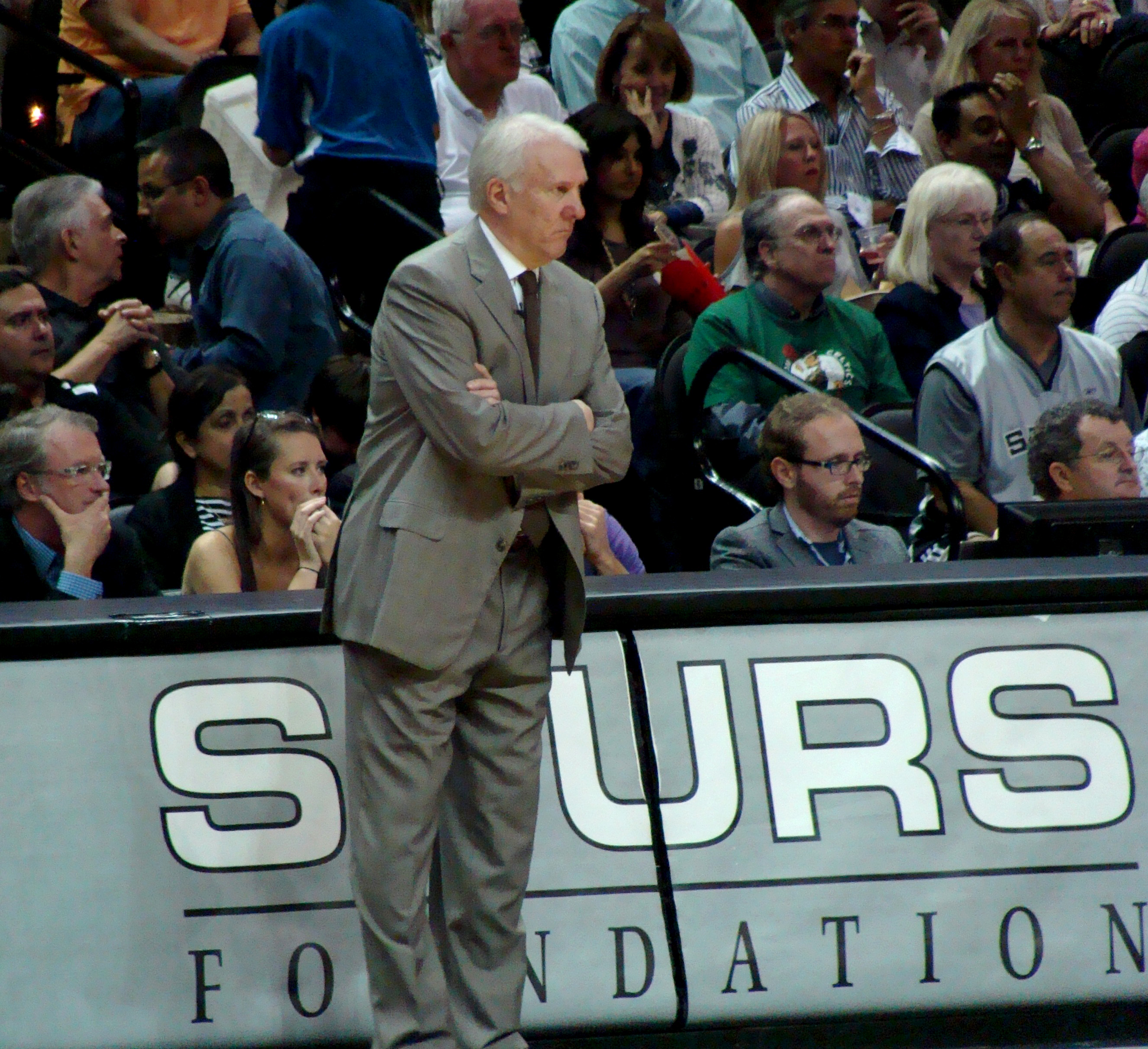
گرگ پاپاویچ در مارس ۲۰۱۱

گرِگگ پاپویچ (به انگلیسی: Gregg Popovich) متولد ۱۹۴۹ در شهر ایست شیکاگو در ایالت ایندیانا ، مشهور به پاپ، مربی پرآوازه آمریکایی است که تیم بسکتبال سن آنتونیو اسپرز را پنج مرتبه به قهرمانی رسانده‌است.
او سه مرتبه مربی سال لیگ ان بی ای (۲۰۰۳ و ۲۰۱۲ و ۲۰۱۳) نامیده شد.

## پیشینه
پاپویچ دانش آموختهٔ آکادمی نیروی هوایی ایالات متحده آمریکا به سال ۱۹۷۰ است، جایی که دو سال کاپیتان تیم بسکتبال این دانشگاه بود.
او در رشتهٔ مطالعات اتحاد جماهیر شوروی فارغ‌التحصیل شد، و در زمینهٔ جمع‌آوری اطلاعات (به انگلیسی: intelligence gathering) به تحصیلات خود ادامه داد، و حتی کار برای سازمان سیا را در نظر گرفت.
او ۵ سال در اروپای شرقی و در دیاربکر در ترکیه در نیروی هوایی آمریکا خدمت کرد، و همزمان پیشرفت‌های بزرگی در ورزش بسکتبال انجام داد. در سال ۱۹۷۲، به اردوی تیم ملی آمریکا برای بازی‌های المپیک دعوت شد. او در آن زمان کاپیتان تیم بسکتبال نیروهای مسلح آمریکا بود، و حتی از آکادمی نیروی هوایی ایالات متحده آمریکا مدال افتخار نیز دریافت کرد.
سپس از دانشگاه دنور به درجهٔ کارشناسی ارشد در علوم ورزشی نائل گردید.
او نهایتاً سر از مربیگری ان بی ای و تیم سن آنتونیو اسپرز در آورد، و پنج مرتبه آنها را به قهرمانی رسانید.
از علایق او، سر زدن به مرکز پزشکی ارتشی بروک، و دیدار از مجروحین جنگی نیروهای مسلح آمریکایی است.
او در فصل ۲۰۰۹-۲۰۱۰ روشی را برای ارتباط توپ میان بازیکنان ابداع نمود که از روی چرخه کربس الگوبرداری شده است.
گرگ همچنین بعنوان یک متخصص چشایی، دارای یک کلکسیون شراب نادریست که ۳۰۰۰ بطری دارد.
از گرگ به عنوان بزرگترین سرمربی تاریخ بسکتبال یاد می‌شود.